# عنصرهای فرااورانیم
عنصرهای فرااورانیم (Transuranium element) عنصرهای با عدد اتمی بالاتر از ۹۲ (عدد اتمی اورانیم) هستند. این عنصرها به‌طور طبیعی در زمین وجود ندارند و به صورت مصنوعی با واکنش‌های هسته‌ای ساخته می‌شوند. آن‌ها همگی پرتوزا و ناپایدار اند و دچار واپاشی هسته‌ای شده و به عنصرهای دیگر تبدیل می‌شوند. تا سال ۲۰۱۷، بیست و پنج عدد از این عنصرها ساخته شده و آخرینِ آن‌ها عنصر اوگانِسون با عدد اتمی ۱۱۸ می‌باشد.

## فهرست عنصرهای فرااورانیم برپایه دوره

جای عنصرهای فرااکتینید در جدول تناوبی

| - آکتینیدها - ۹۳ نپتونیوم Np - ۹۴ پلوتونیم Pu - ۹۵ امریسیم Am - ۹۶ کوریم Cm - ۹۷ برکلیم Bk - ۹۸ کالیفرنیم Cf - ۹۹ اینشتینیم Es - ۱۰۰ فرمیم Fm - ۱۰۱ مندلیفیم Md - ۱۰۲ نوبلیم No - ۱۰۳ لارنسیم Lr | - عنصرهای فرااکتینید (فوق سنگین) - ۱۰۴ رادرفوردیم Rf - ۱۰۵ دوبنیم Db - ۱۰۶ سیبورگیم Sg - ۱۰۷ بوریم Bh - ۱۰۸ هاسیم Hs - ۱۰۹ مایتنریم Mt - ۱۱۰ دارمشتادیم Ds - ۱۱۱ رونتگنیوم Rg - ۱۱۲ کوپرنیسیم Cn - ۱۱۳ نیهونیوم Nh - ۱۱۴ فلروویوم Fl - ۱۱۵ مسکوویم Mc - ۱۱۶ لیورموریوم Lv - ۱۱۷ تنسین Ts - ۱۱۸ اوگانسون Og | - دورهٔ هشتم |

## برنامه‌های آینده برای کشف عنصرهای فرااورانیم جدید

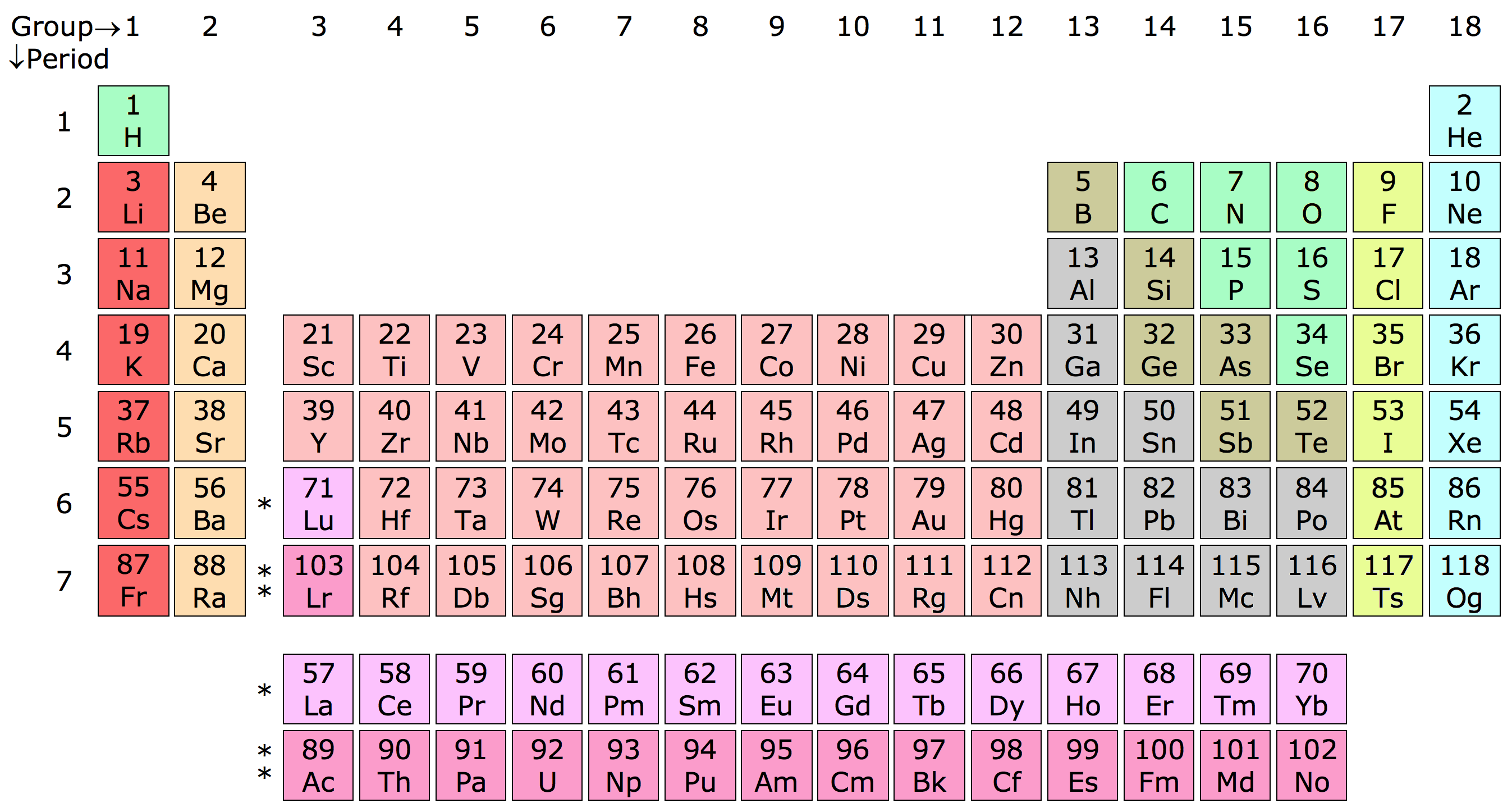
نمودار عنصرهای فرااورانیم

در سومین همایش بین‌المللی عنصرهای فوق سنگین در سال ۲۰۱۷ در لهستان، «هیدِتو انیو» مدیر مؤسسه تحقیقاتی ریکن ژاپن اعلام کرد که در دسامبر ۲۰۱۷ تلاش برای ساخت عنصر ۱۱۹ جدول تناوبی را آغاز خواهند کرد. آن‌ها امیدوارند در مدت زمان پنج سال عنصر ۱۱۹ و نیز عنصر ۱۲۰ را بسازند. برای این هدف آن‌ها عنصر کوریوم را با یون‌های وانادیم بمباران خواهد کرد. از سوی دیگر یوری اوگانسیان از مؤسسه مشترک پژوهش‌های هسته‌ای دوبنا (JINR) در روسیه نیز در این همایش اعلام کرد که آنان نیز کار ساخت این عنصر را در اوائل سال ۲۰۱۹ آغاز خواهند کرد. آنان برای این کار از روشی متفاوت استفاده خواهند کرد و عنصر برکلیوم را با یون‌های تیتانیوم بمباران خواهند کرد. در صورت موفقیت، عنصر ۱۱۹ نخستین عنصر ردیف هشتم جدول تناوبی خواهد بود.

## نیمه عمر عنصرهای فراورانیم
نیمه‌عمر این عنصرها را می‌توان در جدول زیر مشاهده کرد. در اینجا نیمه‌عمر پایدارترین ایزوتوپ این عنصرها ارائه شده‌است.
| عدد اتمی | نام        | پایدارترین ایزوتوپ | نیمه‌عمر        |
| ۹۳       | نپتونیوم   | Np۲۳۷              | ۱۰۶ × ۲/۱۴ سال |
| ۹۴       | پلوتونیم   | Pu۲۴۴              | ۱۰۷ × ۸ سال    |
| ۹۵       | امریسیم    | Am۲۴۳              | ۷۴۰۰ سال       |
| ۹۶       | کوریم      | Cm۲۴۷              | ۱۰۷ × ۱/۶ سال  |
| ۹۷       | برکلیم     | Bk۲۴۷              | ۱۳۸۰ سال       |
| ۹۸       | کالیفرنیم  | Cf۲۵۲              | ۹۰۰ سال        |
| ۹۹       | اینشتینیم  | Es۲۵۲              | ۴۷۰ روز        |
| ۱۰۰      | فرمیم      | Fm۲۵۷              | ۱۰۰/۵ روز      |
| ۱۰۱      | مندلیفیم   | Md۲۵۸              | ۵۱/۵ روز       |
| ۱۰۲      | نوبلیم     | No۲۵۹              | ۵۸ دقیقه       |
| ۱۰۳      | لارنسیم    | Lr۲۶۶              | ۱۰ ساعت        |
| ۱۰۴      | رادرفوردیم | Rf۲۶۷              | ۱/۳ ساعت       |
| ۱۰۵      | دوبنیم     | Db۲۶۸              | ۳۰ ساعت        |
| ۱۰۶      | سیبورگیم   | Sg۲۶۹              | ۳ دقیقه        |
| ۱۰۷      | بوریم      | Bh۲۷۰              | ۶۰ ثانیه       |
| ۱۰۸      | هاسیم      | Hs۲۷۷              | ۳۰ ثانیه       |
| ۱۰۹      | مایتنریم   | Mt۲۷۸              | ۴ ثانیه        |
| ۱۱۰      | دارمشتادیم | Ds۲۸۱              | ۱۴ ثانیه       |
| ۱۱۱      | رونتگنیوم  | Rg۲۸۲              | ۲ دقیقه        |
| ۱۱۲      | کوپرنیسیم  | Cn۲۸۵              | ۳۰ دقیقه       |
| ۱۱۳      | نیهونیوم   | Nh۲۸۶              | ۸ ثانیه        |
| ۱۱۴      | فلروویوم   | Fl۲۸۹              | ۲ ثانیه        |
| ۱۱۵      | مسکوویم    | Mc۲۹۰              | ۰/۸ ثانیه      |
| ۱۱۶      | لیورموریوم | Lv۲۹۳              | ۶۰ میلی ثانیه  |
| ۱۱۷      | تنسین      | Ts۲۹۰              | ۵۰ میلی ثانیه  |
| ۱۱۸      | اوگانسون   | Og۲۹۴              | ۰/۷ میلی ثانیه |
| -------- | ---------- | ------------------ | -------------- |